# Fronhof (Solingen)
Der Fronhof ist ein zentraler Platz in der Innenstadt der bergischen Großstadt Solingen. Er geht auf den dort gelegenen Fronhof zurück, der neben der Stadtkirche eine der beiden Keimzellen der heutigen Stadt Solingen bildete. Der Platz fungiert seit seinem Wiederaufbau in den 1950er Jahren als Kirchplatz für die angrenzende Stadtkirche.

## Lage und Beschreibung

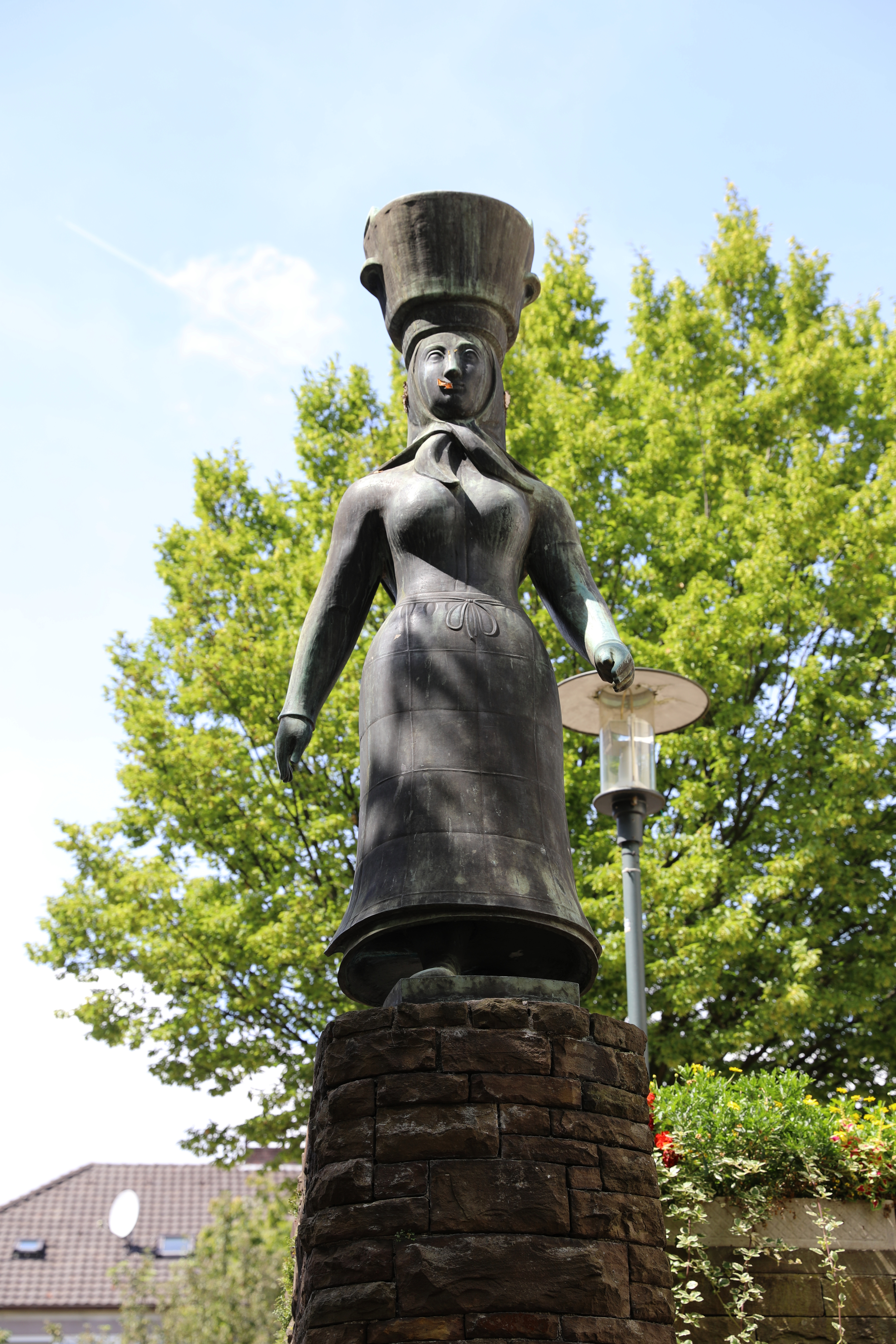
Lieferfrauendenkmal am Fronhof

Der Platz befindet sich im Herzen der Solinger Innenstadt unmittelbar nördlich der evangelischen Stadtkirche. Nach Norden wird er durch die Straße Klosterwall begrenzt und nach Süden durch den Kirchplatz, der die dortige evangelische Stadtkirche umgibt. Die westliche und östliche Seite des Platzes nimmt eine geschlossene Blockrandbebauung aus drei- bis viergeschossigen Wohn- und Geschäftshäusern ein. Über eine kleine Treppe neben dem ehemaligen Kaufhaus von Appelrath-Cüpper gelangt man im Osten zur Hauptstraße, die unterhalb des Niveaus des Platzes in Nord-Süd-Richtung verläuft. Bis auf die Straße Klosterwall, die dem Anlieferverkehr dient, sind alle genannten Straßenabschnitte als Fußgängerzone ausgewiesen.
Der Platz verfügt über einen Spielplatz für Kleinkinder mit Klettergerät, Kletterkugel, Sandkasten und Wipptier. An der Treppe zur Hauptstraße befindet sich das Denkmal einer Lieferfrau. Zwischen Fronhof und Küstergasse befindet sich die Bronzeskulptur eines Löwen der Solinger Bildhauerin Lies Ketterer. Am Fronhof sind mehrere Gastronomiebetriebe ansässig, die den Platz auch für Außengastronomie nutzen. Die Stadt-Sparkasse Solingen unterhält am Fronhof ein SB-Center.

## Geschichte

### Frühgeschichte bis Zweiter Weltkrieg
Der Fronhof gilt als früheste Form eines örtlichen Verwaltungs- und Machtzentrums in der Stadt Solingen, er befand sich seit 1363 im Besitz der Abtei Altenberg. In deren Zehntregister von 1488 waren zum Solinger Fronhof gehörig das Haupthaus, eine Backstube, eine Scheune, ein Schuppen und ein Malzhaus sowie insgesamt 61 Morgen Land. Der Pfarrhof des Fronhofes, der Wiedenhof, sowie einige Ländereien lagen im Bereich des späteren Hauptbahnhofes.:4 Bei den Luftangriffen auf Solingen 1944 wurde das Hauptgebäude des Fronhofs zerstört, ein stattliches Schieferhaus, das zu den wichtigsten Solinger Baudenkmäler gezählt wurde. Nach der Aufhebung der Abtei Altenberg verlor der Fronhof seine Herrenhoffunktion und die umliegenden Ländereien gingen in bürgerliches Besitztum über. Das Gebäude wurde anschließend aufgrund seiner innerstädtischen Lage unter anderem als Gastwirtschaft genutzt. Der Markt in Solingen wurde traditionell jedoch nicht auf dem Fronhof, sondern auf dem angrenzenden Alten Markt abgehalten.
Neben dem Fronhof befand sich die im 9./10. Jahrhundert erstmals errichtete Stadtkirche. Die ursprüngliche Saalkirche wurde um 1200 durch eine größere, dreischiffige Basilika ersetzt. Diese wurde über Jahrhunderte in mehreren Schritten erweitert und umgebaut. Im Jahre 1737 wurde die Kirche bis auf den Turm neu errichtet. In dieser Form blieb sie bis zu ihrer Zerstörung bei den Luftangriffen auf Solingen 1944 erhalten.
Die Toten in Solingen wurden, wie auch anderenorts, jahrhundertelang auf dem Platz neben der Stadtkirche am Fronhof begraben, der als Kirch(fried)hof galt. Jährlich wurden dort im Schnitt 150 Personen beigesetzt. Aufgrund der Seuche der Roten Ruhr im 18. Jahrhundert wurde der Platz am Fronhof jedoch knapp. Um die Wende zum 19. Jahrhundert wurde daher der Evangelische Friedhof Kasinostraße außerhalb der Stadt angelegt und 1804 eingeweiht.

### Nachkriegszeit bis heute
Die Solinger Altstadt wurde in zwei Luftangriffen am 4. und 5. November 1944 beinahe vollständig zerstört, so auch die am Fronhof gelegenen Gebäude inklusive der Stadtkirche. Erst 1954 begann man an gleicher Stelle mit dem modernen Wiederaufbau der Kirche. Nach Plänen des Architekten Wilhelm Schrader entstand ein dreistöckiger Mehrzweckbau mit einem rund 53 Meter hohen Kirchturm. Die neue evangelische Stadtkirche konnte am 4. November 1956 eingeweiht werden.
Der Platz am Fronhof wurde in den 1950er und 1960er Jahren in Blockrandbebauung durch Wohn- und Geschäftshäuser neu bebaut. Auch eine Geschäftsstelle der Stadt-Sparkasse Solingen entstand dabei. Bei der Neuanlage des Platzes wurden jedoch im Gegensatz zum historischen Vorbild Veränderungen und Begradigungen vorgenommen. Bereits 1953 wurde der Beschluss gefasst, den Höhenunterschied zwischen Fronhof und Hauptstraße durch eine Treppe auszugleichen und dort eine Plastik aufzustellen. Umgesetzt wurde der Vorschlag schließlich 1958 mit einer Bronzeskulptur einer traditionellen Solinger Lieferfrau mit Liefermang (= Korb) des Bildhauers Erlefried Hoppe. Im Jahre 1975 wurde am Übergang vom Fronhof zur Küstergasse die Bronzeskulptur eines Löwen auf einem Steinfindling der Solinger Bildhauerin Lies Ketterer aufgestellt. Am 24. November 2010 wurde auf dem Fronhof im Rahmen des Kunstprojekts Engel der Kulturen eine entsprechende Skulptur als Bodenplatte verlegt.
Am 23. August 2024 kam es auf dem Fronhof beim „Festival der Vielfalt“ anlässlich des 650. Stadtjubiläums zu einem Messerangriff mit drei Toten und mehreren Schwerverletzten. Der Messeranschlag in Solingen kam bundesweit in die Schlagzeilen.